# NGC 921
NGC 921 (другие обозначения — MCG −3-7-15, PGC 9287) — спиральная галактика (Sc) в созвездии Кит.
Этот объект входит в число перечисленных в оригинальной редакции «Нового общего каталога».
В галактике произошёл взрыв сверхновой SN 2007E.